# Kozi Bród
Kozi Bród, daw. Siersza – rzeka, lewy dopływ Białej Przemszy o długości 24,26 km.
Rzeka przepływa m.in. przez Trzebinię i Jaworzno (Ciężkowice, Pieczyska, Szczakowa, Długoszyn). Jej źródła znajdują się w lasach myślachowickich w głębokim wąwozie. W Szczakowej wpada do niego potok Łużnik. Na rzece znajduje się zbiornik retencyjny dla Elektrowni Siersza – Osowiec, nad którym znajduje się ośrodek rekreacyjny.
Na odcinku od Czyżówki do granicy z Jaworznem Kozi Bród został uregulowany, jednak w lasach pomiędzy Czyżówką, Płokami i Myślachowicami rzeka meandruje wśród piasków wypełniających jej dolinę. Na całym nieuregulowanym odcinku tworzy wokół siebie bardzo bogate środowisko przyrodnicze. Bujna roślinność w wielu miejscach utrudnia przemierzanie rzeki. W górnym biegu strumienia (okolice Płok) w latach 70. XX w. wykonano 2 zapory, pierwsza przy moście nad strumieniem, drugą kilkaset metrów poniżej. Tam powstał zalew pełniący przez kilka lat rolę ośrodka rekreacyjnego. Obecnie dojazd uniemożliwia szlaban Lasów Państwowych. Strumień, widoczny okresowo jest zasilany ciekiem wypływającym w lesie na południe od cmentarza. Górny bieg potoku miał kiedyś początek w pobliżu skrzyżowania drogi Trzebinia-Olkusz i leśnego traktu Psary-Płoki. Okoliczne wzgórza z kierunków Psar, Nowej Góry i Lgoty zasilały wodą suche dziś koryto. Po zamknięciu kopalni Siersza w obiegu krążyła teoria, że po wypełnieniu się wyrobisk, wyschłe strumyki napełnia się wodą. Np. ciek od Myślachowic do Rybnej.